# رود زوشا
رود زوشا (انگلیسی: Zusha) یک رودخانه در استان تولای کشور روسیه است.